# Nectarinia johnstoni
La nettarinia di Johnston (Nectarinia johnstoni Shelley, 1885) è un uccello tropicale della famiglia Nectariniidae.

## Descrizione
La specie è caratterizzata da uno spiccato dimorfismo sessuale: i maschi, lunghi 25–30 cm, hanno piume brillanti di colore verde iridescente, con piume centrali della coda nere e allungate; hanno inoltre due ciuffi di piume rosse ornamentali alla base delle due ali. Le femmine sono molto più piccole, 14–15 cm, e dai colori meno appariscenti.
Possiede un lungo becco sottile e curvo e una lingua tubulare appuntita.

## Biologia

### Alimentazione
Si nutrono del nettare delle piante, librandosi nell'aria come il colibrì ed immergendo nelle corolle il lungo becco. Durante questa operazione riescono a rimanere sospesi nell'aria quasi immobili grazie a un rapidissimo movimento delle ali. Nonostante le molte somiglianze, non vi è nessuna parentela tra la Nectarinia johnstoni e i colibrì americani o gli honeyeaters australiani. La somiglianza di alcuni caratteri è un tipico esempio di convergenza evolutiva, legata alle analoghe abitudini alimentari.

### Riproduzione
Sono uccelli monogami e territoriali. Vivono prevalentemente nelle zone di alta montagna, ove depongono le uova, in ragione di 1-2 per volta, in nidi a forma di sacca ovale.

### Ecologia
Le abitudini alimentari di Nectarinia johnstoni contribuiscono alla impollinazione ornitogama di diverse specie vegetali della flora afromontana quali  Dendrosenecio kilimanjari, Lobelia deckenii, Lobelia gregoriana, Lobelia telekii.

## Distribuzione e habitat

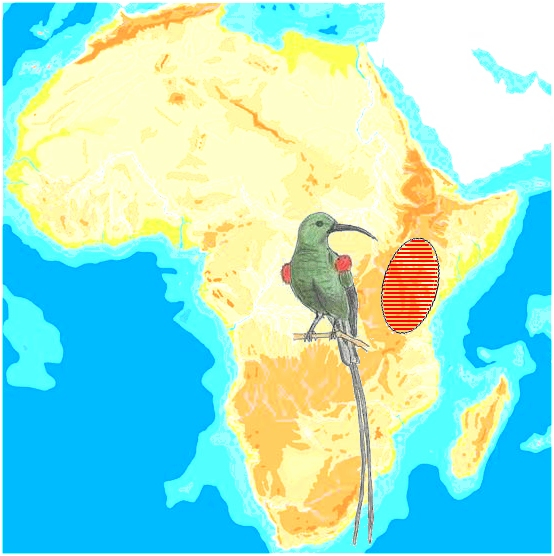
Distribuzione geografica
di Nectarinia johnstoni

La specie è diffusa nelle zone montane di diversi paesi dell'Africa orientale: Zaire, Uganda, Ruanda, Tanzania, Kenya, Malawi e Zambia.

## Tassonomia
Sono state descritte le seguenti sottospecie:
- Nectarinia johnstoni johnstoni Shelley, 1885
- Nectarinia johnstoni dartmouthi Ogilvie-Grant, 1906
- Nectarinia johnstoni nyikensis Delacour, 1944
- Nectarinia johnstoni itombwensis Prigogine, 1977